# Giovanni Celoria

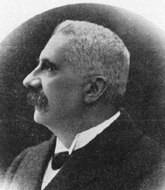
Giovanni Celoria

Giovanni Celoria (* 29. Januar 1842 in Casale Monferrato, Piemont; † 17. August 1920 in Mailand) war ein Astronom und Politiker im Königreich Italien, der unter anderem zwischen 1900 und 1917 Direktor des Osservatorio Astronomico di Brera war, des Astronomischen Observatoriums Brera, und dabei auch wichtige Forschungen zur Sternstatistik durchgeführt. Er war zudem von 1909 bis 1920 Mitglied des Senats (Senato del Regno).

## Leben

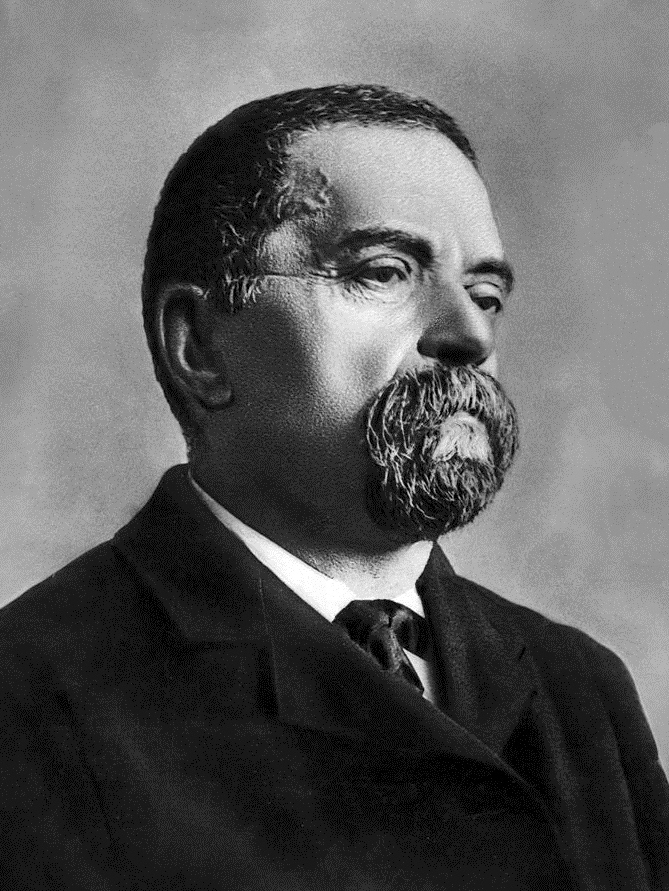
Giovanni Schiaparelli war Celorias Vorgänger als Direktor des Astronomischen Observatoriums Brera.

Giovanni Celoria, Sohn von Carlo Celoria und Teresa Beccaris, absolvierte ein Studium der Ingenieurwissenschaften am Politecnico di Torino der Universität Turin, das er mit einem Laurea in ingegneria beendete. 1873 wurde unter Direktor Giovanni Schiaparelli zweiter Astronom des Osservatorio Astronomico di Brera war, des Astronomischen Observatoriums Brera und blieb dort 44 Jahre lang tätig. Er wurde am 20. Februar 1873 zunächst Korrespondierendes Mitglied sowie am 9. Dezember 1875 aktives Mitglied des Istituto Lombardo Accademia di Scienze e Lettere und übernahm 1876 eine Professur für Geodäsie am Istituto tecnico superiore di Milano, aus dem das heutige Polytechnikum Mailand hervorging. Er wurde 1876 zudem Mitglied der Geographischen Gesellschaft, der Società Geografica Italiana, und am 10. Juni 1880 für seine Verdienste Ritter des Ordens der Heiligen Mauritius und Lazarus. Am 31. Dezember 1883 wurde er zunächst als Korrespondierendes Mitglied in die Accademia Nazionale dei Lincei aufgenommen, die am 17. August 1603 als erste private Institution zur Förderung der Naturwissenschaften in Europa gegründet wurde. Des Weiteren wurde er 1885 Mitglied der Accademia Nazionale delle Scienze, die 1782 als Società Italiana und naturwissenschaftliche Akademie für ganz Italien in Verona gegründet wurde.

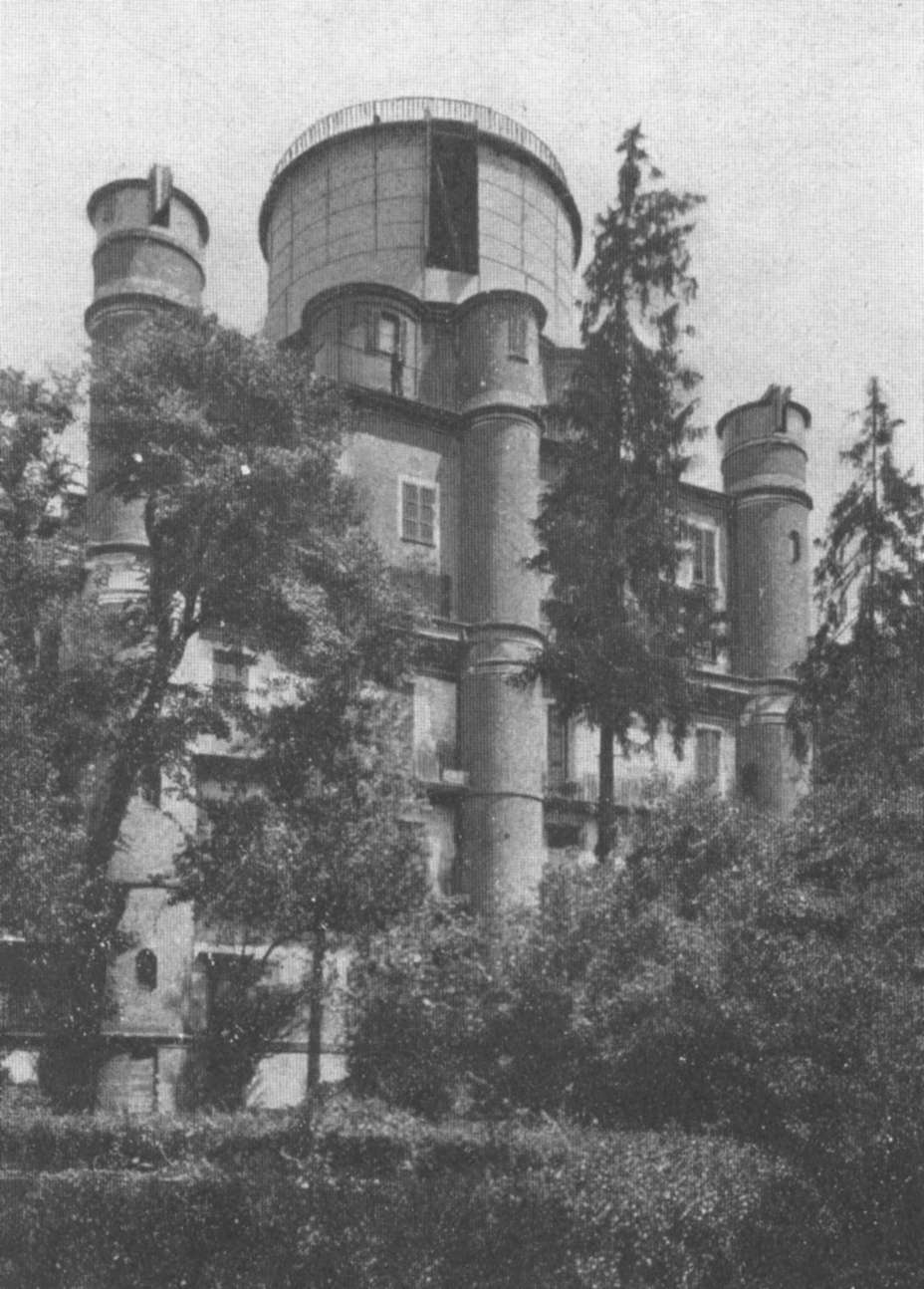
Das Osservatorio Astronomico di Brera, das Astronomische Observatorium Brera, dessen Direktor Giovanni Celoria zwischen 1900 und 1917 war.

Celoria, der sich von 1889 bis zu seinem Tode 1920 auch als Mitglied des Stadtrates (Consigliere comunale) von Mailand in der Kommunalpolitik engagierte, wurde am 29. Januar 1891 als leitendes aktives Mitglied des Istituto Lombardo Accademia di Scienze e Lettere sowie am 6. August 1891 ordentliches Mitglied der Accademia Nazionale dei Lincei. Er fungierte zwischen 1892 und 1894 als Beigeordneter für Bildung und öffentlichen Unterricht von Mailand sowie als Nachfolger von Gaetano Negri von 1895 bis 1898 als Präsident der Gesellschaft für Naturwissenschaften (Società Italiana di Scienze Naturali), woraufhin Edoardo Porro seine Nachfolge antrat. Am 12. Januar 1896 wurde er des Weiteren Korrespondierendes Mitglied der Accademia delle Scienze di Torino, die 1757 als private Gelehrtengesellschaft gegründet, 1783 von König Viktor Amadeus III. von Sardinien-Piemont anerkannt wurde und den Namen Reale Accademia delle Scienze führen durfte. Er wurde zudem für seine Verdienste am 11. August 1896 Offizier des Ordens der Heiligen Mauritius und Lazarus. Daneben war er von 1898 bis 1899, 1902, 1905 bis 1906, 1909 bis 1910, 1913 bis 1914 und 1917 bis 1918 Vizepräsident sowie zwischenzeitlich von 1900 bis 1901, 1903 bis 1904, 1907 bis 1908, 1911 bis 1912, 1915 bis 1916 sowie 1919 Präsident des Istituto Lombardo Accademia di Scienze e Lettere.
Als Nachfolger von Giovanni Schiaparelli wurde Celoria 1900 selbst Direktor des Osservatorio Astronomico di Brera und bekleidete dieses Amt bis 1917. Nachdem er zunächst Vizepräsident war, wurde er 1902 Nachfolger von Annibale Ferrero als Präsident der Geodätischen Kommission (Commissione geodetica italiana) und bekleidete dieses Amt bis zu seinem Tode 1920, woraufhin Nicola Vacchelli seine Nachfolge antrat. Er engagierte sich ferner in der Società Dante Alighieri und war von 1902 bis 1903 Mitglied von deren Zentralrat sowie zwischen 1902 und 1919 Präsident der Sektion Mailand der „Dante Alighieri“-Gesellschaft. Für seine Verdienste wurde er am 1. Februar 1906 auch Ritter des Zivilverdienstordens von Savoyen sowie am 22. Dezember 1907 Korrespondierendes Mitglied des Ateneo di Brescia, eine 1802 gegründete Akademie der Wissenschaften, Literatur und Künste, die die älteste kulturelle Institution in Brescia ist.
Giovanni Celoria, der als Consigliere provinciale auch Mitglied des Rates der Provinz Mailand war, wurde am 4. April 1909 zum Mitglied des Senats (Senato del Regno) ernannt und gehörte diesem zwischen dem 22. Mai 1909 und seinem Tode am 17. August 1920 an. Er wurde für seine Verdienste auch Ritter, Offizier und Kommandeur des Ordens der Krone von Italien. Er war mit Rosa Manzi verheiratet.

## Veröffentlichungen
- La Luna. Monografia fisica, Mailand 1871
- Sull’apparizione della cometa di Halley avvenuta nel 1456, nota letta all’Istituto lombardo il 15 gennaro 1885, Mailand 1885
- La fisica sociale. Conferenza tenuta al Circolo filologico di Milano, Mailand 1892
- Studi e ricerche, specialmente italiane, sulle variazioni delle latitudini terrestri, Mailand 1901
- Atlante astronomico. Ccon 16 tavole miniate e tre tavole zincografiche, con testo ed illustrazioni. 2. Auflage. Mailand 1905
- Differenza delle longitudini fra Milano e Crea. Calcoli di L. Gabba, Mitautor Michele Rajna, Mailand 1909
- Sull’eclisse totale di Luna del 16 Novembre 1910, Mailand 1910
- Sull’eclisse totale di Sole del 21 Agosto 1914 e sul passaggio di Mercurio sul disco solare avvenuto il 7 Novembre 1914. Osservazioni fatte a Brera, Pavia 1915.